# Liste der Monuments historiques in Signy-Montlibert
Die Liste der Monuments historiques in Signy-Montlibert führt die Monuments historiques in der französischen Gemeinde Signy-Montlibert auf.

## Liste der Objekte
| Bezeichnung                                     | Beschreibung | Standort                              | Kennzeichnung | Schutzstatus | Datum | Bild |
| ----------------------------------------------- | --- | ------------------------------------- | ------------- | ------------ | ----- | ---- |
| Chorgestühl und Wandvertäfelung                 | Eichenholz, bemalt, erste Hälfte des 18. Jahrhunderts                                                             | Signy, in der Kirche St-Pierre (Lage) | PM08000863    | Classé       | 1974  |      |
| Skulptur Madonna von der wundertätigen Medaille | Holz, farbig gefasst, 19. Jahrhundert                                                                             | Signy, in der Kirche St-Pierre (Lage) | PM08000859    | Inscrit      | 1974  |      |
| Hauptaltar                                      | Altartisch, Altaraufbau und Tabernakel; Holz, farbig gefasst, 18. Jahrhundert                                     | Signy, in der Kirche St-Pierre (Lage) | PM08000535    | Classé       | 1975  |      |
| Retabel des Hauptaltars                         | mit drei Skulpturen und Wandvertäfelung; Holz, farbig gefasst und vergoldet, 18. Jahrhundert                      | Signy, in der Kirche St-Pierre (Lage) | PM08000856    | Inscrit      | 1974  |      |
| Sakristeischrank                                | Holz, 18. Jahrhundert                                                                                             | Signy, in der Kirche St-Pierre (Lage) | PM08000857    | Inscrit      | 1974  |      |
| Kanzel                                          | Holz, bemalt, 18. Jahrhundert                                                                                     | Signy, in der Kirche St-Pierre (Lage) | PM08000858    | Inscrit      | 1974  |      |
| Kruzifix                                        | Holz, farbig gefasst, erste Hälfte des 18. Jahrhunderts                                                           | Signy, in der Kirche St-Pierre (Lage) | PM08000860    | Inscrit      | 1974  |      |
| ZweiSeitenaltäre                                | jeweils Altartisch, Tabernakel und Retabel; Holz, farbig gefasst und vergoldet, erste Hälfte des 18. Jahrhunderts | Signy, in der Kirche St-Pierre (Lage) | PM08000861    | Inscrit      | 1974  |      |
| Taufbecken                                      | Kalkstein, 18. Jahrhundert                                                                                        | Signy, in der Kirche St-Pierre (Lage) | PM08000862    | Inscrit      | 1974  |      |